# 大気リンク層を用いた地域的ブロードキャスト
大気リンク層を用いた地域的ブロードキャスト（たいきりんくそうをもちいたちいきてきブロードキャスト）は、大気に航空機のスモークで文字を書くことによってIPデータグラムのブロードキャストを行う通信プロトコルである。
このプロトコルは2011年のエイプリルフールにRFC 6217として発行されたジョークRFCで提案された。

## 概要
このプロトコルは、大気を伝送媒体として複数のローカル・エリア・ネットワーク向け、あるいはメトロポリタン・エリア・ネットワーク向けのブロードキャスト伝送をする方法を提案している。
具体的には、送信者は航空機のスモークで空に文字を描き、受信者はそれを光学的にスキャンすることで伝送を行う。広範囲な受信者を対象に効率的に伝送できる配信方法である。
本プロトコルの特徴として、天候や日照条件などにより、通信が制限されることがある。また、表示したデータグラムは時間が経つにつれ符号誤り率が急激に上昇する。受信側が様々な理由から受信できないことがあるため、この配信方法はベストエフォート型となる。

## プロトコル詳細

### 物理層

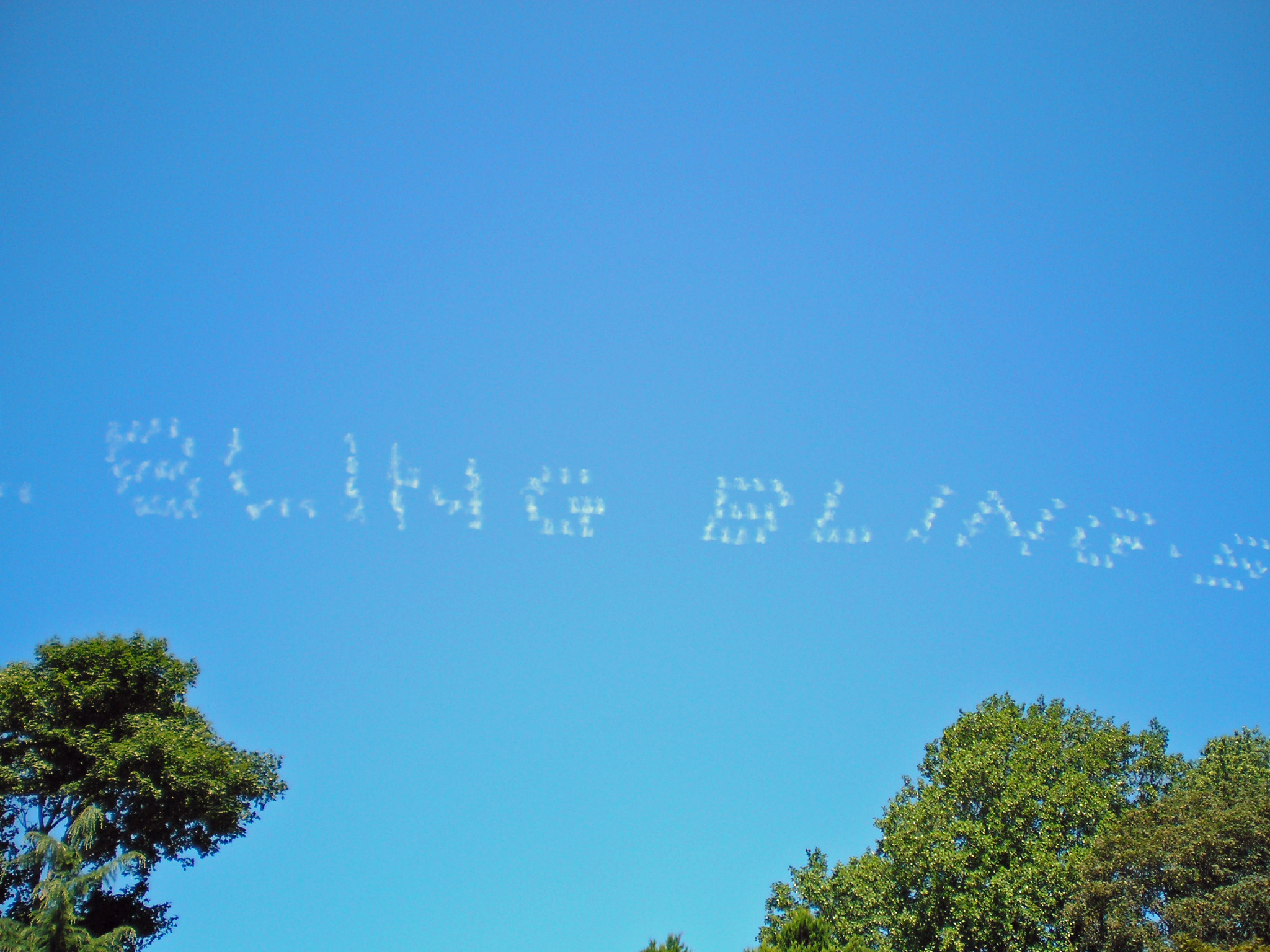
skytypingの例

高度 7000 - 17000フィート（2133 - 5181メートル）の大気を伝送媒体として使用してデータグラムを表示する。伝送媒体には、局所的に微小な残留物や微量元素が存在することがあるが、たいていの場合にはブロードキャストに影響することは少ない。
表示方法は、ドットマトリクスに似た「skytyping」方式を利用する。

### データリンク層
データリンク層は隣接するノード間のデータグラム伝送に関係するものである。本プロトコルではブロードキャスト伝送のみをサポートするため、データリンク層は不要である。

### ネットワーク層
ネットワーク層のプロトコルは任意のものを使用してよいが、以下の方法を推奨する。
IPv4およびIPv6のヘッダ構造に含まれるフィールドで本プロトコルには不要な項目を除外すると、以下のようなデータグラムとなる。
| Content | Source |

- Content：高次のプロトコルのカプセル化を含む可変長フィールド。
- Source: メッセージの送信者。IPアドレス、電話番号、メールアドレス、URI、住所のいずれか。

このプロトコルを ADVERT（Asynchronous Dumb Visual Exchange of Raw Transmissions）プロトコルと呼ぶ。

### トランスポート層
トランスポート層についても任意のプロトコルを使用してよいが、以下の方法を推奨する。
TCPヘッダに含まれているフィールドについても本プロトコルには不要な項目が多くあり、伝送するデータがプレーンテキストであり人間が見て判断する場合には、トランスポート層のプロトコルを用いないで直接 ADVERTプロトコルに埋め込むことを推奨する。
| Lobster Dinner - only $14.99 | 500 Boardwalk, Pt Pleasant |

コンピュータに受信させることを意図したメッセージ（バイナリコンテンツなど）については、トランスポート層のプロトコルとして TCP よりもコンパクトな UDP の使用を推奨する。その場合には、UDPのポート、長さ、チェックサムを10進数（先頭ゼロサプレスを行う）で、データ本体をBase64でエンコードすべきである。
| Src Port       | Dst Port |
| Length         | checksum |
| Data           |          |
| Source Address |          |

| 0                        | 80    |
| 24                       | 62670 |
| R0VUIC8gSFRUUC8xLjENCg0K |       |
| 203.0.113.8              |       |